# Jaime Bayly
Jaime Bayly Letts (Lima, 19 de febrero de 1965) es un escritor, presentador de televisión, periodista y youtuber peruano naturalizado estadounidense.
Comenzó su trayectoria televisiva en 1983, como entrevistador de celebridades y políticos. Posteriormente, en 1994, se dio a conocer como escritor y desde entonces ha publicado casi veinte libros, la mayoría novelas.
Por su estilo irreverente e incisivo como entrevistador, influenciado por Truman Capote, y su posicionamiento liberal en temas políticos, ha sido apodado como el Niño Terrible. Como escritor, sus obras literarias se caracterizan por la autoficción, siendo uno de los exponentes de la generación McOndo. Sus novelas han sido base para películas como No se lo digas a nadie y La mujer de mi hermano.
En su labor televisiva en diferentes programas estadounidenses, ha obtenido en tres ocasiones el premio Emmy. En cuanto a premios literarios, ha sido finalista del Premio Planeta. Además, ha ganado el Premio Herralde, en 1997, por su novela La noche es virgen, uno de los premios más importantes del mundo de la literatura en español y que ha sido otorgado a escritores como Roberto Bolaño, Mariana Enríquez y Enrique Vila-Matas.

## Biografía
Es hijo del banquero Jaime Bayly Llona y Doris Mary Letts Colmenares. Por parte de su familia paterna, es tataranieto de Francis Walter Bayly Wansey (exalcalde de Chorrillos), bisnieto de la escritora Mercedes Gallagher, nieto de James Francis Bayly (expresidente del Banco Latino) y sobrino del banquero Walter Bayly Llona.  Por su familia materna es sobrino del político Ricardo Letts y del empresario minero Roberto Letts. Asimismo, es pariente del reconocido diplomático Manuel Gallagher Canaval.
Estudió en tres colegios de Lima. En el primer año de primaria en el Inmaculado Corazón y luego nueve años en el Markham College. Terminó la secundaria en el Colegio San Agustín.
Según su propia versión, cuando tenía quince años, tuvo profundas discrepancias con sus padres y se marchó a la casa de sus abuelos con quienes vivió entre 1980 y 1981. En ese lapso y por insistencia de su madre ingresó a trabajar como ayudante a medio tiempo en el diario La Prensa de Lima. Allí estableció un vínculo especial con el periodista peruano Federico Salazar y fue testigo del ocaso del diario limeño, que tiempo después evocaría en su novela Los últimos días de La Prensa. Una vez graduado (1981), postuló e ingresó a la Universidad Católica para seguir la carrera de Derecho. Pero, cuando aún se hallaba en Estudios Generales Letras, según su propia versión, la abandonó para dedicarse de lleno al periodismo.

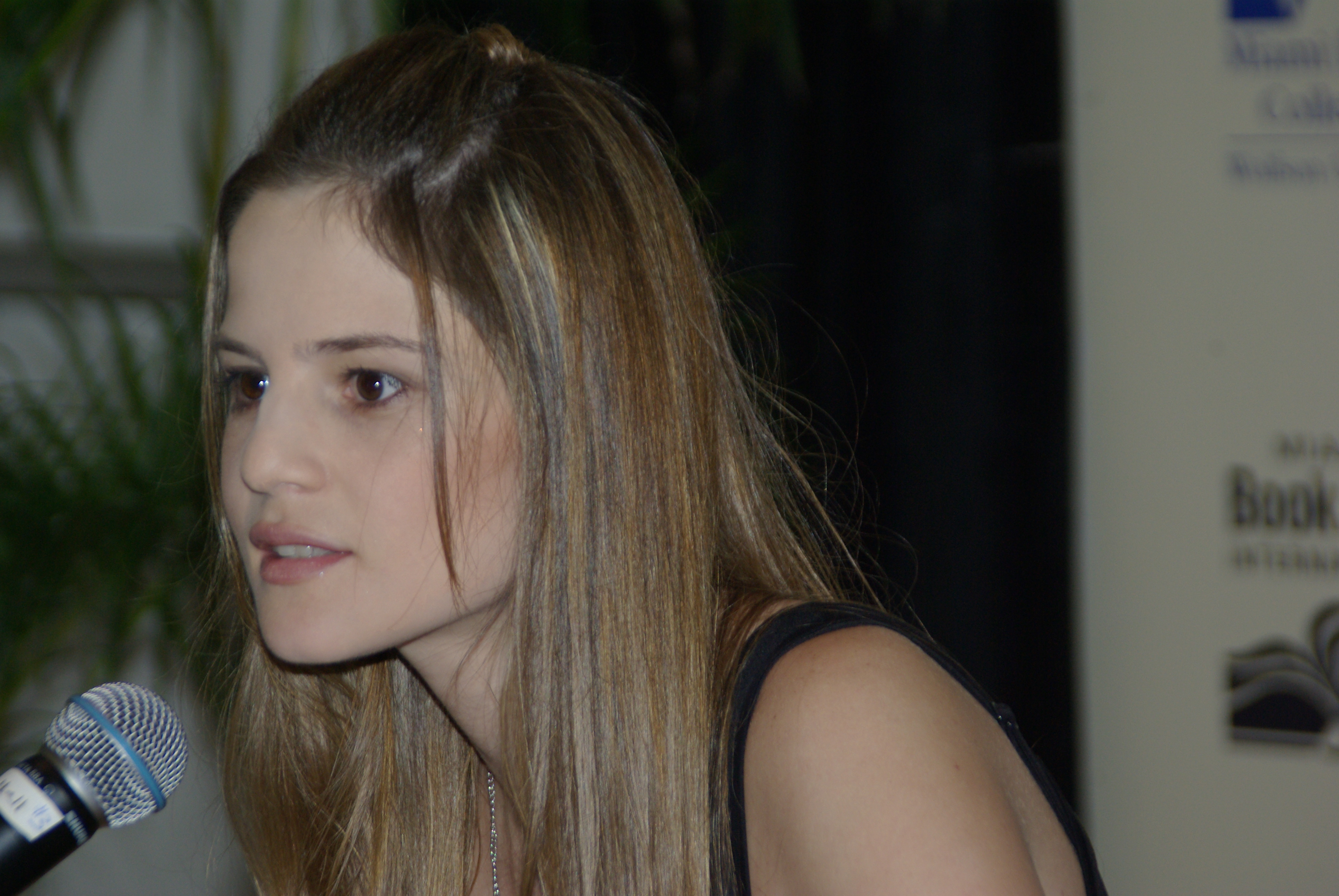
Silvia Núñez del Arco en la Feria Internacional del Libro de Miami (2011)

El 22 de marzo de 1993, contrajo matrimonio con Sandra Masías Guislain con quien tuvo dos hijas: Camila (Washington D. C., 1993) y Paola (Miami, 1995). Se divorciaron el 29 de octubre de 1997.
En 2009 anunció su relación con Silvia Núñez del Arco Vidal, quien quedó embarazada en 2010. El 21 de marzo de 2011, contrajeron matrimonio en la Corte de Miami, una semana antes de que naciera su hija Zoe. Silvia es una joven escritora, veintitrés años menor que Bayly, con dos novelas publicadas por Planeta Perú. Bayly y Nuñez del Arco viven en la exclusiva isla de Key Biscayne, Miami.
Bayly es abiertamente bisexual y entre sus parejas masculinas estuvo el periodista argentino Luis Corbacho. Bayly se refiere a la ruptura con Corbacho después de ocho años de relaciones en un texto publicado en Perú 21.
A fines de 2013 escribió una columna titulada “Ahora que por fin soy rico”, narrada en primera persona, contando que había recibido una cuantiosa herencia de su madre y que, casi al mismo tiempo, los médicos le habían encontrado un tumor en el cerebro que no era posible operar ni extirpar. El texto, presumiblemente anclado en la ficción, aspiraba sin embargo a ser creíble, y por lo visto dicha intención de confundir la realidad con lo que podía ser verídico pero no lo era, o no del todo, se cumplió a cabalidad, provocó que la gran mayoría de sus lectores asumiera como un hecho auténtico, incontrovertible, que había heredado millones y que, simultáneamente, se me había diagnosticado un cáncer terminal», escribió Bayly, en septiembre de 2017, en otra columna que tituló «Mal nacida felicidad».

## Carrera televisiva
En 1983, empezó a trabajar como panelista en el programa Pulso, de Panamericana Televisión, inició su carrera a los dieciocho años y por la irreverencia que convirtió en su principal característica.
En 1985, hizo una pregunta incómoda al entonces joven candidato a la presidencia Alan García, sobre si era cierto que había seguido un tratamiento de cura de sueño y si se medicaba con litio para controlar su estado de ánimo; según su versión, dicho incidente motivó que fuera despedido de la televisora y se radicó en Santo Domingo (República Dominicana). Allí condujo el programa televisivo Planeta-3, sobre política internacional, en América Central y el Caribe, entre 1985 y 1989.
Ya en las postrimerías del primer gobierno de Alan García, regresó a la televisión peruana a Panorama en Panamericana Televisión y luego pasó a un programa de entrevistas en América Televisión. De esta época data su apoyo mediático a la candidatura presidencial del escritor Mario Vargas Llosa, y a su partido, el Fredemo, en medio de una reñida campaña electoral que culminó con el triunfo de Alberto Fujimori.
Entre 1990 y 1992, tuvo a su cargo el programa Qué hay de nuevo en Panamericana Televisión. Al día siguiente del autogolpe del presidente Fujimori, del 5 de abril de 1992, emigró a los Estados Unidos, donde empezó a escribir su primera novela, No se lo digas a nadie, además de trabajar sucesivamente para el Canal Sur, CBS Telenoticias y Telemundo.
Entre finales de 1994 y 1995, condujo el programa Jaime Bayly en vivo, realizado en Miami y difundido por Canal Sur. Luego, entre 1996 y 1998, presentó el programa diario En directo con Jaime Bayly (CBS Telenoticias), visto en veinte países de Hispanoamérica, incluido el Perú, y galardonado con el premio Emmy en 1997.
Entre 1998 y el 2000, fue productor y conductor del programa El show de Jaime Bayly, desde la cadena de habla hispana Telemundo; en donde tuvo como invitados a diversos políticos y celebridades de América Latina.
Regresó a la televisión peruana en enero de 2001, con el programa de entrevistas El francotirador,transmitido los domingos por Frecuencia Latina, con un notable éxito de audiencia. Desde aquí, ad portas de las elecciones presidenciales de 2001, propuso el voto en blanco en la segunda vuelta entre Alejandro Toledo y Alan García. El programa acabó luego de las elecciones.
En octubre de 2001, fue elegido imagen principal de Panamericana Televisión. Al mes siguiente, salió al aire el controvertido programa La noche es virgen, en el cual realizó entrevistas «subidas de tono» a diferentes celebridades internacionales. El programa también se transmitió por Telemundo Internacional y por TC Televisión en Ecuador hasta marzo de 2003.
Durante 2002 y 2003, realizó la gira No se lo digas a nadie, un unipersonal que presentó en un inicio en el Miracle Theatre de Coral Gables en Miami. Luego lo presentó en Paseo La Plaza de Buenos Aires, en Lima y en Quito.
En 2006, relanzó el programa dominical El francotirador en Frecuencia Latina; además, regresó a la televisión estadounidense con Bayly en Mega TV, un programa nocturno diario que constaba de entrevistas a celebridades y ácidos comentarios políticos contra Hugo Chávez, Fidel Castro y Daniel Ortega. A la par también condujo el programa sabatino Tendencia en Canal 9, Argentina. En 2008 recibió el premio Emmy regional (Suncoast) por el programa estadounidense y al siguiente año fue galardonado con el mismo premio; no obstante, en julio del 2009, el conductor no renovó el contrato con Mega TV.
El 2 de noviembre del mismo año, lanzó el programa Bayly en NTN24 (Nuestra Tele Noticias 24 horas), canal que formó parte de RCN Televisión de Colombia. Además, continuó conduciendo los domingos El francotirador.
En 2009 el medio estadounidense El Nuevo Herald lo incluyó en la lista de ejemplos para el artículo «Por un periodismo sin atropellos». A pesar de ser crítico hacia él, esta vez justifica incluirlo en la lista y seguir su ejemplo por «mantener una entrevista sin la necesidad de subir el tono, de no dejar hablar, y mucho menos sin el particular interés de ridiculizar».
El 21 de febrero de 2010, en un programa grabado, Bayly anunció su renuncia a El francotirador porque, según él, Baruch Ivcher, dueño de Frecuencia Latina, se oponía a su candidatura presidencial en las elecciones de 2011. Según él, Ivcher había usado el programa Enemigos íntimos (conducido por Beto Ortiz y Aldo Miyashiro) haciendo que estos leyeran, sin autorización de la autora y por más de catorce minutos, una novela inédita de su actual pareja, Silvia Nuñez del Arco. Los directivos no aceptaron su renuncia y Bayly continuó dirigiendo su espacio, luego de que cancelaran Enemigos íntimos.
En octubre de 2010, el conductor anunció que no iba a renovar contrato con Frecuencia Latina. Luego de que, el 12 de octubre, se hubo transmitido un programa ya emitido y tras una reunión con la productora, el canal decidió finalmente retirar el espacio del aire. Latina conservó los derechos de la marca El francotirador hasta 2024, luego que Indecopi lo revocara tras una reclamación del escritor.
En noviembre de ese mismo año, Mega TV lo contrató para conducir nuevamente el programa Bayly, que salió al aire el 15 de noviembre. América Televisión llevó este programa a Perú, en 2011, pero lo canceló después de la segunda vuelta electoral (estuvo en pantalla solo cinco domingos; el primero el 1 de mayo y el último, el 29). Desde el 18 de julio, el programa fue transmitido nuevamente por NTN24, utilizando la señal de Mega TV. Este programa se transmitió en casi toda Latinoamérica por NTN24 y en Estados Unidos y Puerto Rico por Mega TV. En octubre de 2011, presentó su unipersonal Dicen que estoy loco en Miami.

### Programas de televisión
- 1983-1985: Pulso (panelista) (Panamericana Televisión, Perú)
- 1985: Conexiones (Panamericana Televisión, Perú)
- 1985-1989: Planeta tres (República Dominicana)
- 1989: Panorama (entrevistador, Panamericana Televisión, Perú)
- 1989-1990: Primera plana (narrador de noticias) (América Televisión, Perú)
- 1990-1992: Qué hay de nuevo (Panamericana Televisión, Perú)
- 1994-1995: Jaime Bayly en vivo (Panamericana Televisión, Perú)
- 1996-1998: En directo con Jaime Bayly (CBS Telenoticias, EE. UU.)
- 1999-2000: El show de Jaime Bayly (Telemundo, EE. UU.)
- 2000: Jaime Bayly (América Televisión, Canal A, Perú).
- 2001-2003: La noche es virgen (Panamericana Televisión, Perú; Telemundo, Miami; TC Televisión, Ecuador).
- 2006-2007: Tendencia (Canal 9, Argentina)
- 2006-2009: Bayly (Mega TV, EE. UU.)
- 2001, 2006-2010: El francotirador (Frecuencia Latina, Perú)
- 2009-2010: Bayly (NTN24, grabado en Colombia y con transmisión internacional)
- 2010-presente: Bayly (Mega TV, EE. UU. Trasmisión internacional: Willax Televisión, Perú; Canal Vía X, Chile, TC Televisión, Ecuador; RPC, Panamá)
- 2021: 7 × 7 (Willax Televisión)

## Carrera literaria
Cultor de la novela hedonista, se caracteriza por exhibir un estilo cercano al realismo, que casi siempre tiene algo de confesión personal (la soledad y el desencanto son sus temas recurrentes).
Empezó a escribir su primera novela cuando tenía veintinueve años, en 1994, orientado por Mario Vargas Llosa, quien terminaría presentándolo a la editorial española Seix Barral, con la que Bayly publicaría sus primeras tres novelas. Se trataba de No se lo digas a nadie, novela en la cual narra las aventuras de un joven homosexual que desafía a la muy conservadora sociedad limeña en la que se había criado.
Al año siguiente publicó Fue ayer y no me acuerdo, cuyo personaje principal es un hombre que una vez lo tuvo todo y, al percatarse que ha perdido amores, amistades, familia y oportunidades, aprende de las lecciones de la vida. Esta obra proseguía con los temas y el tono de la primera novela. La siguió en 1996 Los últimos días de La Prensa, donde narra, desde la ficción, sus días como practicante e inicios en el periodismo, en el diario La Prensa en Lima. Un año después publicó La noche es virgen, que ganó el Premio Herralde y marcó su paso a la Editorial Anagrama.
Yo amo a mi mami, en donde evoca los días perdidos de su infancia, vio la luz en 1998. Allí se identifica una recreación del estilo del peruano Alfredo Bryce Echenique en novelas como Un mundo para Julius.
El ritmo de una novela al año que llevaba se rompió y la siguiente apareció en 2000, Los amigos que perdí, cartas a amigos del pasado a los que intenta acercarse a través de la ficción. En 2001, publicó su primer poemario, Aquí no hay poesía, versos libres cercanos a la antipoesía de Nicanor Parra y, al año siguiente, su octava novela con nuevo cambio de editorial: La mujer de mi hermano. 
Sus siguientes novelas fueron El huracán lleva tu nombre (2004), Y de repente, un ángel (2005), finalista en el Premio Planeta, y El canalla sentimental (2008), que según algunos críticos es su libro más maduro. Al año siguiente salió El cojo y el loco, relato de las vidas de dos jóvenes de la clase alta limeña. En 2010 publicó con el grupo Alfaguara una reedición de sus novelas No se lo digas a nadie, Fue ayer y no me acuerdo, Los últimos días de La Prensa y Yo amo a mi mami, pero suprimiendo los temas eróticos, ofreciendo así una versión más ligera de ellas.
El mismo año publicó la primera entrega de su trilogía Morirás mañana: El escritor sale a matar, y al año siguiente El misterio de Alma Rossi; Escupirán sobre mi tumba. La tercera novela apareció en 2012, año en que Alfaguara publicó también la trilogía en un solo tomo. Luego de dos años, retornó publicando La lluvia del tiempo con la editorial con la que trabajó en su publicación anterior; en la que trata temas desde la política peruana hasta el periodismo y sus recovecos.
Después de cinco años manteniendo una relación con la escritora Silvia Núñez del Arco, habría publicado El niño terrible y la escritora maldita (2016, Ediciones B), donde ahondaría en lo que se presume ser su experiencia con sus parejas. Pasados dos años, publicó junto a la editorial Alfaguara la obra Pecho Frío, tratando temas relacionados con la homosexualidad. En el 2023, publicó «el libro más importante de su carrera» junto al sello editorial Revuelta, en el cual podría hallarse la narración de un conflicto literario, el del literato peruano Mario Vargas Llosa con el colombiano Gabriel García Márquez, ambos célebres escritores latinoamericanos. Este libro fue el más vendido en la Feria Internacional del Libroy en el Perú. Con el sello editorial peruano mencionado, trabajó en una versión ilustrada de Yo amo a mi mami (1998, Editorial Anagrama).
Dos novelas de Bayly han sido llevadas al cine: No se lo digas a nadie, dirigida por Francisco Lombardi y protagonizada por Santiago Magill y Christian Meier, estrenada en 1998, y La mujer de mi hermano, de Ricardo de Montreuil, estrenada en 2006. 

## Posiciones políticas
A los dieciocho años, comenzó por entrevistar en la televisión a destacados políticos peruanos de diferentes esferas: diputados, senadores y candidatos presidenciales. Siempre desde la televisión, apoyó a Mario Vargas Llosa en su candidatura presidencial, en las elecciones de 1990, por el Movimiento Libertad, que formaba parte de la coalición Fredemo. En sus memorias, Vargas Llosa reconoció que el apoyo que le brindó Bayly, junto con el de otros periodistas, fue «invalorable» y «muy resuelto».
Posteriormente, propició el voto en blanco en la segunda vuelta de las elecciones de 2001, al lado del liberal Álvaro Vargas Llosa, porque no estaba de acuerdo con ninguno de los dos candidatos finalistas, Alejandro Toledo y Alan García.  En la campaña presidencial de 2006, junto con la periodista Cecilia Valenzuela, mostró abiertamente su rechazo al candidato nacionalista Ollanta Humala, sugiriendo votar por García, el «mal menor».
En 2010, tanto en su programa de televisión, El francotirador, como en sus columnas semanales publicadas en el diario Perú 21, manifestó su deseo de ser candidato presidencial por Cambio Radical. Sin embargo, en enero de 2010, José Barba, fundador de dicho partido, al escuchar lo que Bayly llamaba su plan de gobierno, hizo públicas sus discrepancias con este. Para mayo de ese año, Bayly anunció que no iba a postularse con Cambio Radical debido a las vinculaciones de esta organización con el candidato a la alcaldía de Lima Álex Kouri (quien, a diferencia de Bayly, sí formalizó su candidatura). Luego, intentó acercarse al PPC a través de su líder, pero fue rechazado; por último, el 15 de noviembre, en su columna de Perú 21, anunció que renunciaba a postularse a cualquier cargo público.
Apoyó la candidatura de Susana Villarán a la alcaldía de Lima, oponiéndose a la candidata Lourdes Flores, siendo cuestionado por la difusión de interceptaciones telefónicas en donde Flores daba cuenta de un malestar con una reconocida encuestadora de opinión pública. Villarán ganó las elecciones en octubre y el gran apoyo mediático de Bayly contribuyó a dicho triunfo. A finales de 2010, fue considerado como una de las personas más influyentes del Perú en la denominada Encuesta del poder.
En las campañas presidenciales de los años 2011 y 2016, apoyó abiertamente la candidatura de Keiko Fujimori, hija de Alberto Fujimori, en diferentes medios y desde su propio programa de televisión.
Es columnista de los diarios peruanos Perú 21, Correo, del español ABC y del estadounidense El Nuevo Herald.[cita requerida]
El 7 de agosto de 2018, confesó que tuvo conocimiento previo del intento de asesinato del presidente venezolano Nicolás Maduro. Al aire, en su programa, contó cómo se organizó el atentado. Bayly definió a los conspiradores del intento de asesinato como «hombres de honor», los defendió y celebró su accionar, lo que fue criticado por el portal chavista Diario Registrado como una «muestra de falta de espíritu democrático pocas vistas en la televisión». Bayly explicó en vivo cómo supo del plan: «Me enteré del plan durante la semana. Mis fuentes, que generalmente son confiables, me llamaron, me conminaron a una reunión. Yo no quería ir porque soy perezoso, pero fui y los escuché. Me dijeron: “El sábado vamos a matar a Maduro con drones, hemos probado los drones en Caracas, funcionan”. Y yo les dije: “Hágale, vamos para adelante”», dijo Bayly en su programa.

## Obras

### Novelas
- 1994: No se lo digas a nadie, Seix Barral; adaptada al cine por Francisco Lombardi en 1998.
- 1995: Fue ayer y no me acuerdo, Seix Barral (en Perú: Peisa, 1996)
- 1996: Los últimos días de La Prensa, Premio Arzobispo Juan de San Clemente, Santiago de Compostela, 1996, Seix Barral/Peisa.
- 1997: La noche es virgen, Premio Herralde 1997, Anagrama
- 1998: Yo amo a mi mami, Anagrama
- 2000: Los amigos que perdí, Anagrama
- 2002: La mujer de mi hermano, Planeta; fue llevada al cine por Ricardo de Montreuil y Stan Jakubowicz en 2004.
- 2004: El huracán lleva tu nombre, Planeta
- 2005: Y de repente, un ángel, finalista del Premio Planeta 2005.
- 2008: El canalla sentimental, Planeta
- 2009: El cojo y el loco, Alfaguara
- 2010: Morirás mañana 1: El escritor sale a matar, Alfaguara
- 2011: Morirás mañana 2: El misterio de Alma Rossi, Alfaguara
- 2012: Morirás mañana 3: Escupirán sobre mi tumba, Alfaguara
- 2014: La lluvia del tiempo, Alfaguara
- 2016: El niño terrible y la escritora maldita, Ediciones B[58]
- 2018: Pecho frío, Alfaguara
- 2023: Los genios, Revuelta Editores[59]

### Cuentos
- 2019: Yo soy una señora, Alfaguara

### Poesía
- 2001: Aquí no hay poesía, Anagrama

### Crónica
- 2002: El francotirador, Epensa

## Filmografía
- No se lo digas a nadie (1998)
- La mujer de mi hermano (2005)
- La noche es virgen (2025)

## Premios y nominaciones
| Año  | Premio                                                         | Trabajo nominado              | Resultado | Ref.   |
| ---- | -------------------------------------------------------------- | ----------------------------- | --------- | ------ |
| 1996 | Premio Arzobispo Juan de San Clemente (Santiago de Compostela) | Los últimos días de La Prensa | Ganador   |        |
| 1997 | Premio Herralde                                                | La noche es virgen            | Ganador   |        |
| 2006 | Premios Luces al rostro masculino de la TV                     | Él mismo                      | Ganador   | [ 60 ] |
| 2024 | Luminy Award al contenido revelación del año                   | Él mismo                      | Ganador   | [ 61 ] |
| 2024 | Premios Luces a mejor novela                                   | Los genios                    | Ganadora  | [ 62 ] |
| 2024 | Premios Luces a mejor programa digital de entretenimiento      | Jaime Bayly en Youtube        | Ganador   | [ 62 ] |